# Jenny Walker
Jenny Walker (9 aprile 1956) è un'ex tennista australiana.

## Carriera
Nei tornei del Grande Slam ha ottenuto il suo miglior risultato agli Australian Open raggiungendo le semifinali di doppio nel 1979, in coppia con la neozelandese Chris Newton.